# 1893 w sztukach plastycznych
Wydarzenia w sztukach plastycznych i wizualnych w 1893 roku.

## Malarstwo

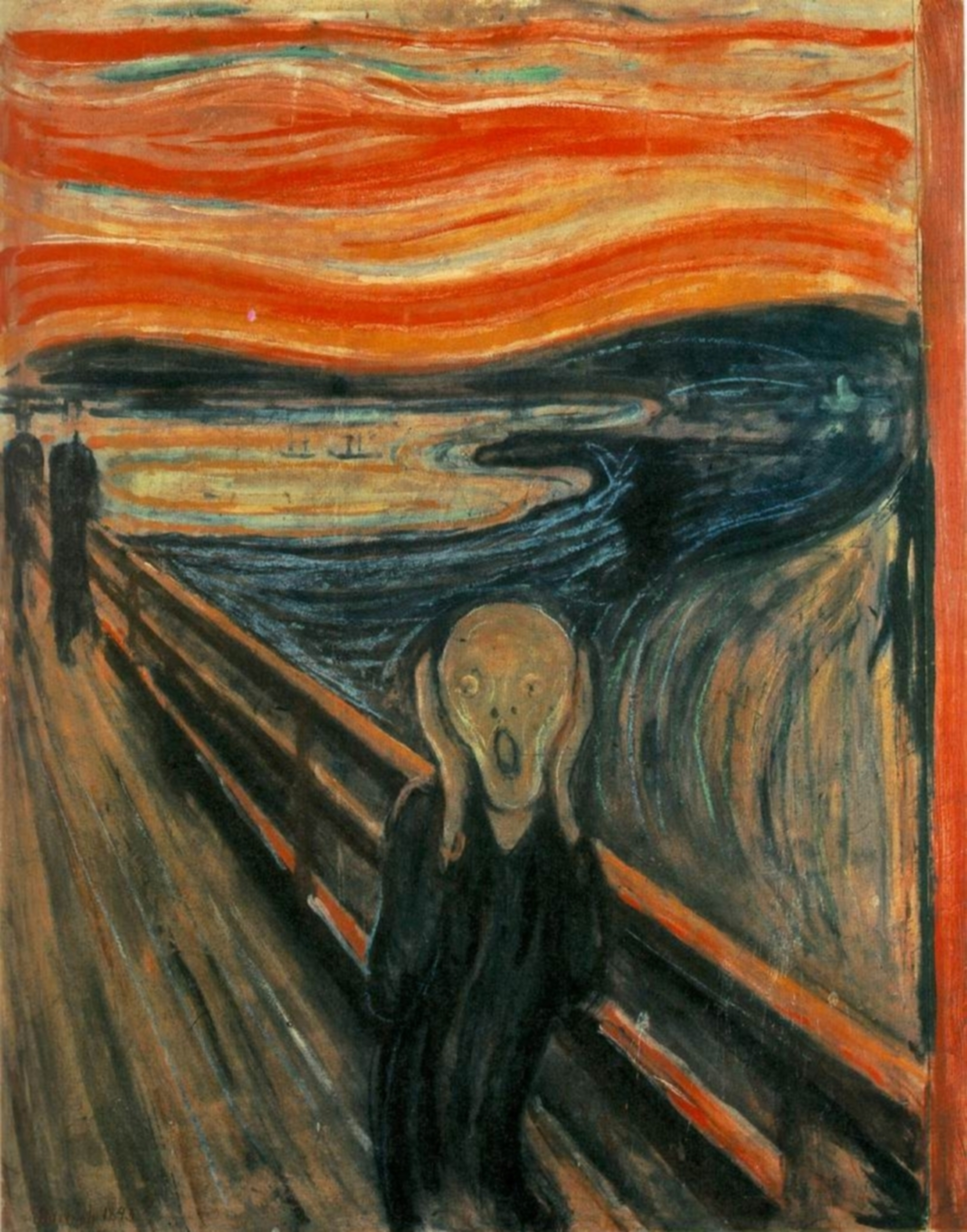
Edvard Munch, Krzyk, Oslo, Nasjonalmuseet

- Maurice Denis

Muzy
- Edgar Degas

Pejzaż skalisty
- Julian Fałat

Cmentarz Montmartre w Paryżu – akwarela, olej, tempera na papierze, 37x91,5 cm
Jarmark w Ułaszkiewicach – akwarela na papierze, 32,5x62,5 cm
- Aleksander Gierymski

Wieczór nad Sekwaną - olej na płótnie, 121 cm x 185 cm
- Jan Matejko

Śluby Jana Kazimierza
- Edward Munch

Krzyk
- Alfred Sisley

Kościół w Moret
- Leon Wyczółkowski

Kopanie buraków (I) – olej na płótnie, 45x70 cm
Kopanie buraków (II) – olej na płótnie, 51x67 cm

## Urodzeni
- 29 marca – Dora Carrington (zm. 1932), brytyjska malarka
- 11 kwietnia - John Nash (zm. 1977), brytyjski malarz
- 20 kwietnia – Joan Miró (zm. 1983), kataloński malarz, rzeźbiarz
- 28 czerwca – Florence Henri (zm. 1982), fotografka i malarka awangardowa
- 26 lipca – George Grosz (zm. 1959), niemiecko-amerykański malarz, grafik i karykaturzysta
- 15 września – Franciszek Strynkiewicz (zm. 1996), polski rzeźbiarz
- 21 listopada – Władysław Strzemiński (zm. 1952), polski malarz, teoretyk sztuki
- 13 grudnia – Stanisław Szukalski (zm. 1987), polski rzeźbiarz, malarz, rysownik, projektant i teoretyk

## Zmarli
- 3 lutego – Teofil Lenartowicz (ur. 1822), polski rzeźbiarz
- 18 kwietnia – Anna Bilińska-Bohdanowiczowa (ur. 1857), polska malarka
- 17 sierpnia – John William Casilear (ur. 1811), amerykański malarz pejzażysta
- 23 sierpnia – Michał Elwiro Andriolli (ur. 1836), polski rysownik, ilustrator i malarz
- 25 września – Albert Joseph Moore (ur. 1841), angielski malarz
- 6 października – Ford Madox Brown (ur. 1821), angielski malarz
- 13 października - John Atkinson Grimshaw (zm. 1836), angielski malarz
- 1 listopada – Jan Matejko (ur. 1838), polski malarz
- 14 grudnia - Karolina Pawłowa (ur. 1807), rosyjska poetka, tłumaczka i malarka